# Ruta 66 (Chile)
Die Ruta 66 (kurz Ruta CH-66, auch genannt Carretera de la Fruta) ist eine Nationalstraße in den Regionen Valparaíso, Metropolitana de Santiago und Libertador Bernardo O’Higgins Riquelme im Valle Central in Chile.
Die Ruta beginnt in San Antonio (Región de Valparaíso) und endet in Pelequén (Región de O’Higgins). Der Abschnitt zwischen San Pedro und der nördlichen Seite des Sees Lago Rapel zählt zur Región Metropolitana.

## Geografische und städtische Gebiete
- Kilometer 0: Gemeinde von San Antonio.
- Kilometer 138: Anschluss Pelequén (Autopista del Maipo), Gemeinde von Malloa.

### Abschnitte
- San Antonio – Pelequén: asphaltierte Straße
- Santa Inés: Pass Santa Inés